# سینتون
در آنالیز سنتز برگشتی ، سینتون(به انگلیسی: Synthon) یک واحد  مولکولی فرضی درون مولکول هدف است که می‌تواند به عنوان واکنشگر شروع کننده در سنتر مولکول پیچیده تر استفاده شود. این اصطلاح در سال ۱۹۶۷ توسط شیمیدان آمریکایی الیاس کوری ابداع شد. 